# Mitsubishi Chemical
La Mitsubishi Chemical Corporation (三菱化学株式会社 Mitsubishi Kagaku Kabushiki-gaisha?), o MCC, è stata un'azienda giapponese. Si è fusa con la Mitsubishi Pharma Corporation fondando la Mitsubishi Chemical Holdings Corporation.